# Triple-X-Syndrom
Das Triple-X-Syndrom, auch bekannt unter den Synonymen 3-X-Syndrom, Trisomie X, Triplo-X-Syndrome und Super-Female-Syndrome, bezeichnet die Trisomie des X-Chromosoms bei Frauen. Der Karyotyp lautet: 47,XXX.
Das Triple-X-Syndrom gehört zu den Poly-X-Syndromen, die durch eine Vervielfachung des X-Chromosoms definiert sind.

## Ursache
Meist (90 %) entsteht die Polysomie des X-Chromosoms dadurch, dass das entsprechende X-Chromosom während der Kernteilung in der Gametogenese – vor allem während der ersten meiotischen Teilung (65 %) – nicht auseinanderweicht (Non-Disjunction). Somit entsteht eine Tochterzelle ohne X-Chromosom und eine andere Tochterzelle mit zwei X-Chromosomen. Die Befruchtung einer Tochterzelle ohne X-Chromosom mit einem Gameten, der ein X-Chromosom beiträgt, führt zu einer Zelle, in der ein X-Chromosom fehlt: Es resultiert eine gonosomale Monosomie. Die Befruchtung einer Tochterzelle mit zwei X-Chromosomen führt bei der Befruchtung mit einem Gameten, der ein weiteres X beiträgt, zu einem überzähligen X-Chromosom: Es resultiert eine gonosomale Trisomie (Triple X). Über die Ursachen hierfür ist bislang wenig bekannt, wobei Kinder älterer Mütter ein signifikant erhöhtes Risiko haben, eine Trisomie aufzuweisen.

## Häufigkeit
Das Syndrom tritt mit einer Häufigkeit von 1:800 bis 1:1000 bei Mädchen auf, wobei es aufgrund der oft unauffälligen Symptomatik möglich ist, dass das Syndrom nicht diagnostiziert wird. Etwa bei 0,05 Prozent aller Schwangerschaften wird der Chromosomensatz 47,XXX beim ungeborenen Kind nachgewiesen; die Wahrscheinlichkeit für eine Fehlgeburt erhöht sich dadurch nicht.

## Symptome
Frauen mit Triple-X-Syndrom sind in zwei Drittel der Fälle ohne physische Auffälligkeiten. Sie sind eher großwüchsig. Teilweise findet sich eine nicht ausreichende Hormon-Produktion durch die Eierstöcke im Sinne einer vorzeitigen Ovarialinsuffizienz, wobei die daraus resultierende sogenannte sekundäre Amenorrhoe mit einer Autoimmunthyreoiditis assoziiert sein kann und eine eingeschränkte Fruchtbarkeit und letztlich ein verfrühtes Klimakterium resultiert. Manchmal besteht eine vorzeitige Pubertät. In etwa 70 Prozent der Fälle bestehen Lernbehinderungen (vor allem im Bereich der Lautsprache) und die Feinmotorik kann eingeschränkt sein. In selteneren Fällen wird das Auftreten von Psychosen beobachtet. Betroffene Frauen haben kein erhöhtes Risiko, eine erhöhte Anzahl von Chromosomen an ihre Nachkommen weiterzugeben.